# Bašigovci
Bašigovci (en cyrillique : Башиговци) est une localité de Bosnie-Herzégovine. Elle est située dans la municipalité de Živinice, dans le canton de Tuzla et dans la fédération de Bosnie-et-Herzégovine. Selon les premiers résultats du recensement bosnien de 2013, elle compte 2 630 habitants.

## Géographie
La localité est à l'est de Živinice, au bord de la rivière Spreča, un affluent de la Bosna. Sur son territoire se trouve le lac de Bašigovci (Bašigovačko jezero).

## Démographie

### Évolution historique de la population dans la localité
| 1948 | 1953 | 1961  | 1971  | 1981  | 1991  | 2013  |
| ---- | ---- | ----- | ----- | ----- | ----- | ----- |
| -    | -    | 1 337 | 1 690 | 1 972 | 2 039 | 2 630 |

|  |